# 中交第一公路工程局
中交第一公路工程局有限公司（簡稱中交一公局、一公局、公路一局或一局)，前身是1963年成立的解放軍公路一師，改制後曾先後曾隸屬于交通部、路橋集團。后中港集團與路橋集團合併成中國交建，路橋集團第一公路工程局於是更名為中交第一公路工程局有限公司。現為中國交建全資子公司，是中交集團下重要的基建局。公司主要從事交通基建建設、基建設計、房地產及機械製造業務，是中國領先的公路、橋樑建設及設計企業。董事長是都業洲，總裁是盧靜。